# Villa edititoides
Villa edititoides är en tvåvingeart som beskrevs av Joseph Hannum Painter 1933. Villa edititoides ingår i släktet Villa och familjen svävflugor. Inga underarter finns listade i Catalogue of Life.